# Гербові фігури
Гербові́́ фігу́ри — всі фігури, розміщені в щиті герба. Гербові фігури підрозділяють на власне геральдичні — мають умовне значення і негеральдичні — всі інші фігури.
Поле щита як правило поділяється на частини. Чотири основні поділи (розтин, перетин, скіс праворуч і скіс ліворуч) можуть поєднуватися найрізноманітнішими способами. З виокремленням менших частин поля утворюються головні (почесні) та другорядні геральдичні фігури.

## Геральдичні фігури

### Головні (почесні)
- глава
- підніжжя
- стовп
- балка
- перев'яз
- хрест
- косий хрест

Є вісім почесних геральдичних фігур:
- Глава — займає приблизно верхню третину щита
- Підніжжя — займає приблизно нижню третину щита
- Балка — займає приблизно середню третину щита
- Стовп — займає приблизно середню третину щита, розташовуючись вертикально
- Перев'яз ;— займає приблизно середню третину щита, розташовуючись навскіс
- Кроква (шеврон) — утворена двома перев'язами, що виходять з нижніх кутів щита, і сходяться трішки нижче середини верхньої частини щита
- Костиль — поєднання глави та стовпа
- Хрест — поєднання стовпа і балки

|                 |         |
| Кроква (шеврон) | Костиль |

### Другорядні
- облямівка
- внутрішня облямівка
- щиток

Другорядних геральдичних фігур понад трьохсот, з них найчастіше зустрічаються дванадцять: облямування (зовнішнє та внутрішнє), квадрат, вільна частина, клин (англ. Gyron, Gyronny), вістря, брусок, цегла або ґонта, ромб, веретено, турнірний комір, круг (безант), щиток (серце щита).
|                        |         |                |                 |               |        |
| Облямування (зовнішнє) | Квадрат | Вільна частина | Клин (правий)   | Вістря        | Брусок |
|                        |         |                |                 |               |        |
| Шість гонт             | Ромб    | Веретено       | Турнірний комір | круг (безант) | Щиток  |

Згідно з західно-європейською геральдикою, окремо виділяють різні типи кіл — залежно від кольору та наповнення фігури:
1. «PLATE» (диск), «roundel argent» — срібний
2. «BEZANT» (візантійська монетою), «roundel or» — золотий
3. «TORTEAU» (коровай), «roundel gules» — червлений
4. «HURT» (рана) «roundel azure» — блакитний
5. «POMME» (яблуко) «roundel vert» — зелений.
6. «GOLPE» «roundel purpure» — пурпуровий
7. «OGRESS» «roundel sable» — чорний
8. «ORANGE» (апельсин) «roundel tenne» — помаранчевий
9. «GUZE» (око) «roundel sanguine» — кривавий
10. «FOUNTAIN» «roundel barry-wavy argent and azure» — символізує воду
11. Монета з білячим хутром
12. Монета з горностаєвим хутром

## Негеральдичні гербові фігури
На щиті зображають також негеральдичні гербові фігури, умовно розділені на три групи: природні, штучні та фантастичні.
- Природні фігури — це природні об'єкти — такі як рослини, птахи, звірі, риби, плазуни та тварини взагалі.

|       |         |          |     |       |         |          |         |
| Лілія | Троянда | Конюшина | Лев | Ласка | Дельфін | Виноград | Ведмідь |

- Штучні фігури — це фігури, створені руками людини — зброя, архітектурні споруди, предемети вжитку та ін.

|       |        |       |        |      |         |       |       |
| Літак | Борона | Книга | Амфора | Арфа | Фортеця | Ключі | Сходи |

- Фантастичні фігури — це зображення різних міфологічних істот

|        |        |           |        |        |          |          |        |
| Дракон | Сирена | Амфісбена | Гаруда | Виверн | Рибоптах | Василіск | Фенікс |

Нерідко гербова фігура містить натяк на прізвище власника або назву його маєтку — так звані називні (номінальні) герби.